# Liste von Zielen und Stationen des Jakobswegs Burgenland
Die Liste zum Jakobsweg Burgenland enthält markante Orientierungspunkte und Sehenswürdigkeiten auf dem Jakobsweg Burgenland von Frauenkirchen nach Haslau-Maria Ellend.

## Liste
| Etappe | Foto außen | Kirche u. a.                                               | Gemeinde, Ort          | Foto detail | Beschreibung |
| ------ | ---------- | ---------------------------------------------------------- | ---------------------- | ----------- | --- |
| 1      |            | Basilika Frauenkirchen                                     | Frauenkirchen          |             | Die Basilika wird auch Maria auf der Heide genannt und ist das größte Marienheiligtum des Burgenlandes. |
| 1      |            | St. Martinus-Pilgerkreuz                                   | Frauenkirchen          |             | Das Pilgerkreuz an der Altenburger Straße wurde von den Freunden der Basilika Maria auf der Heide errichtet und befindet sich an der Kreuzung jener Feldwege, wo alljährlich die Feldersegnung stattfindet. |
| 1      |            | Rochuskapelle                                              | Frauenkirchen          |             | In dem kleinen Giebelbau aus dem Jahr 1713 steht eine Nischenmadonna. |
| 1      |            | Erzbischof Grösz-Platz                                     | Halbturn               |             | 2012 sanierter Kirchenplatz mit Pfarrkirche und Pfarrhof Halbturn, zwei Imaculatasäulen und Dreifaltigkeitssäule sowie einer Büste von Erzbischof József Grősz |
| 1      |            | Barockschloss Halbturn mit Schlosspark                     | Halbturn               |             | Hufeisenförmige Schlossanlage, ehemaliges Jagdschloss von Maria Theresia. |
| 2      |            | Dorfmuseum Mönchhof                                        | Mönchhof               |             | Freiluftmuseum mit Einblick in das Alltagsleben der Bauern und Handwerker im Seewinkel |
| 2      |            | Katholische Pfarrkirche Gols                               | Gols                   |             | Wehrkirche aus dem 12. und 13. Jahrhundert, deren mittelalterlicher Charakter bei der Renovierung Ende der 1960er-Jahre wieder spürbar gemacht wurde. Die Kirche verfügt über einen massiven Ostturm mit einem Pyramidenhelm. |
| 2      |            | Weinkulturhaus Gols                                        | Gols                   |             | Barockes denkmalgeschütztes Giebelhaus, das als Veranstaltungszentrum, Erwin-Moser-Museum und Ortsvinothek dient. Der Langstreckhof im burgenländischen Stil ist das älteste Gebäude der Marktgemeinde. |
| 3      |            | Pfarrkirche Weiden am See hl. Dreifaltigkeit               | Weiden am See          |             | Zentrum von Weiden am See mit Pfarrkirche und Dreifaltigkeitssäule |
| 3      |            | Kalvarienberg, Johanneskapelle, auch Eremitkapelle genannt | Neusiedl am See        |             | Kreuzweg mit zwölf neugotischen Bildstöcken. Die dreizehnte Station befindet sich in der Kalvarienbergkapelle. Der Kalvarienberg bietet Aussicht auf die Stadt und den See sowie auf das Leithagebirge und große Teile des Seewinkels. |
| 3      |            | Jakobstatue am Fuß des Kalvarienberges                     | Neusiedl am See        |             | Die renovierte Jakobsstatue befindet sich im Park am Fuße des Kalvarienberges und stand zuvor im städtischen Friedhof. Dahinter ist die Johanneskapelle und über dieser die Kalvarienbergkapelle zu sehen. |
| 3      |            | Pfarrkirche Neusiedl am See Hll. Nikolaus und Gallus       | Neusiedl am See        |             | In der gotischen Kirche befindet sich die Fischerkanzel aus dem 18. Jahrhundert. In das 1775 geschaffene Orgelgehäuse wurde 1979 ein Orgelwerk von Rieger eingebaut. |
| 3      |            | Weinwerk Burgenland                                        | Neusiedl am See        |             | Das Bürgerhaus aus dem 15. Jahrhundert wurde mit einem zeitgenössischen Anbau ergänzt und beherbergt eine umfangreiche Vinothek, eine Greisslerei und eine Galerie. Der örtliche Kulturverein hat dort seinen Sitz. |
| 4      |            | Ehemalige Vituskapelle                                     | Parndorf               |             | 1870 von kroatischen Zuwanderern errichtete und später dem Verfall preisgegebene Kapelle am Rand des Truppenübungsplatzes Bruckneudorf, die 2013 revitalisiert wurde. Im Innern befinden sich u. a. eine Jakobsstatue und eine Glocke, die von den Besuchern geläutet werden kann.                                                                                                   |
| 4      |            | Dienstgebäude der Benedek-Kaserne                          | Bruckneudorf           |             | Die Benedek-Kaserne beherbergt das Kommando des Truppenübungsplatzes Bruckneudorf sowie der Heerestruppenschule. |
| 4      |            | Kriegerdenkmal Bruckneudorf                                | Bruckneudorf           |             | 1915/1916 von russischen Kriegsgefangenen nach dem Vorbild des Leipziger Völkerschlachtdenkmals errichtetes und 1917 eingeweihtes Denkmal. |
| 4      |            | Pfarrkirche Bruck an der Leitha                            | Bruck an der Leitha    |             | Hauptplatz mit Stadtpfarrkirche und Mariensäule. |
| 4      |            | Pfarrkirche Göttlesbrunn hll. Philipp und Jakob            | Göttlesbrunn-Arbesthal |             | Winzerort Göttlesbrunn mit Dorfplatz und Kellergasse sowie Hirmeier- und Hubertuskapelle |
| 5      |            | Wallfahrtsanlage Maria Ellend                              | Haslau-Maria Ellend    |             | In dem 1909 angelegten, etwa vier Hektar großen Park befinden sich ein Kreuzweg, ein Rosenkranzweg, und die Lourdesgrotte sowie weitere kleinere Sakralbauten. |
| 5      |            | Pfarr- und Wallfahrtskirche Maria Ellend                   | Haslau-Maria Ellend    |             | Eine Kapelle wurde 1466 erstmals erwähnt. Die Wallfahrtskirche wurde 1770 bis 1772 erbaut. An der Portalfassade ist ein Mosaikbild der Muttergottes an der Straße angebracht. Eine Missionsausstellung im benachbarten Missionshaus gibt Einblick in die weltweite Missionsarbeit der Missionare von der Heiligen Familie, die hier ihre österreichweit einzige Niederlassung haben. |